# Carel Hacquart
Œuvres principales
- Op. 1, Cantiones sacrae (1674)
- Opéra, De Triomfeerende Min (1680)
- Op. 2, Harmonia parnassia (1686)
- Op. 3, Chelys (1686)

Carel Hacquart ou Carolus Hacquart, né vers 1640 à Bruges, en Belgique actuelle, et mort vers 1701, est un compositeur d'origine flamande, actif aux Provinces-Unies et, sans doute, en Angleterre.

## Biographie
Bien qu'il n'y ait pas de certificat de baptême, on a voulu situer sa naissance vers 1640. Des découvertes récentes ont confirmé qu’en septembre 1650, un certain Charges Akkert fut accepté comme choriste à l'église Saint-Sauveur à Bruges, pour une période de huit ans, et qu'on n'autorisa le jeune Hacquart à chanter dans le chœur qu'à partir de 1652.  Vingt jours après lui, son frère Philippus commença sa formation à l'église Notre-Dame de la même ville. Ces découvertes donnent à penser que la naissance de Carel eut lieu quelques années plus tard que ce l'on avait admis jusqu'alors.
Les deux frères se sont probablement installés à Gand à la fin des années 1650, car on les avait inscrits en tant que choristes à la cathédrale Saint-Bavon et l'église de Saint-Noël ('s Heiligs-Kerstkerk).
Vers 1665, Carel se maria avec Catharina van Boere, née à Bruges, le 9 janvier 1640.
Vers 1670, les frères - d'abord Philips et puis, quelques années plus tard, Carel - allèrent prendre domicile à Amsterdam, attirés par l’épanouissement de la vie musicale dans la République.  Pourtant, contrairement aux Pays-Bas méridionaux, les Provinces-Unies ne connaissaient qu’un faible mécénat de la noblesse, et l'église calviniste portait aussi peu d'intérêt à la musique d'église.  Cependant, la riche bourgeoisie pratiquait beaucoup la musique en tant qu’amateurs.  Dans l’impossibilité d’y exercer une fonction officielle, les frères Hacquart purent donc gagner leur pain quotidien en tant que musiciens et professeurs de musique.
En 1674, un premier opus de Carel vit le jour : Cantiones Sacrae, dix chants sacrés imprimés à Amsterdam, chez Paulus Matthysz, pour le compte de l'auteur.
À première vue, il semble étonnant qu’un compositeur des Pays-Bas septentrionaux protestants écrive de la musique sacrée en latin, la langue de l'Église catholique romaine.  Pourtant, le phénomène peut s’expliquer par la présence d’une importante minorité de catholiques demeurant dans la ville d’Amsterdam et estimée à 30 000 personnes, dont des parents de Hacquart.  Les textes des Cantiones, appelant autant aux catholiques qu’aux protestants, avaient été choisis en vertu de leur caractère neutre quant aux différends religieux.  De plus, l'emploi de la langue latine fut considéré par la classe bourgeoise, supérieure, comme distingué et plus digne que celui de la langue vernaculaire.  En dédiant son opus à Guillaume III d'Orange, Hacquart voulait attirer l'attention du prince des Pays-Bas.
Après la paix de Nimègue, conclue par traité en 1678, le poète Dirck Buysero composa le livret d’un opéra, ou plutôt d’un « jeu de la paix », pour lequel il engagea Hacquart comme compositeur : il s'agit du Triomfeerende Min (L’Amour victorieux), qui aurait été le premier en langue néerlandaise.  Il est peu probable que la représentation au théâtre d'Amsterdam, à laquelle Buysero avait aspiré, ait eu lieu,.  Par contre, la pièce aurait été représentée à La Haye, car Constantin Huygens la mentionne dans un poème daté du 31 décembre 1678.  Quoi qu’il en soit, la partition fut imprimée en 1680,.  Par la suite, Buysero restant en défaut quant à l'obligation de rémunérer, pour sa part, le compositeur, celui-ci dut entreprendre maintes fois des démarches juridiques, apparemment sans aucun résultat.
Après avoir quitté Amsterdam, ayant pris domicile à La Haye, Carel Hacquart devint citoyen, le 11 novembre 1679, de la ville résidentielle dont les nombreux magistrats et fonctionnaires constituaient une très vaste clientèle pour ses services pédagogiques et musicaux.  De plus, il devint organiste à l'église vieille-catholique (Oud-katholieke Kerk).
Nul autre que Huygens - secrétaire privé des Orange, mais aussi un diplomate, poète et musicien - écrivit une lettre, datée du 2 octobre 1679, à Maurice d'Orange pour lui demander de permettre à Hacquart, « ce grand maistre  [sic] de musique »,, d’utiliser la salle principale de la Mauritshuis, à côté du Binnenhof, pour y organiser des concerts hebdomadaires.
À La Haye, Hacquart publia deux importantes collections de musique instrumentale, sorties en 1686 : l’opus 2, Harmonia Parnassia Sonatarum, comprenant des sonates à trois et quatre instruments à cordes, et l’opus 3, Chelys, une collection de suites pour viole de gambe.  Ensuite, on perd toute trace du compositeur, mais il mourut vraisemblablement en 1701 car, peu de temps après la parution de ses opus, dont il avait toujours pris soin lui-même, ceux-ci avaient été repris par un autre éditeur.
Il n’est pas exclu que Hacquart se soit établi en Angleterre, après 1686, dans le sillage du roi-stathouder, sans doute lorsque Guillaume III se fut emparé, en 1688, du trône de Jacques II.  
Philippus, le frère de Carel, prit domicile à Haarlem, où il mourut en 1691.  La seule preuve de la présence de Carel à Londres est un document, daté du 16 juillet 1697, accordant à un « Charles Hakert, native of Holland » (originaire de Hollande), la permission de retourner chez lui.  En outre, on sait que sa fille Johanna fréquentait le milieu des compositeurs anglais.  Les documents d’archives nous apprennent qu'en 1708, ses enfants et ceux de son frère défunt Philippus prirent soin de l’héritage de son frère aîné Johan.

## Notoriété
Si sa biographie ne diffère que peu de celle d’autres musiciens de la même époque, Hacquart se distingue de nombreux autres compositeurs de son temps, par la qualité de son œuvre.  Surtout les sonates de l'opus 2, Harmonia Parnassia Sonatarum, de qualité supérieure.

## Œuvres

### 1674:Cantiones sacrae, motets
Les textes de ces dix motets latins, publiés à Amsterdam chez Paulus Matthijsz., proviennent du livre des Psaumes et de l’Imitation de Jésus-Christ, ainsi que d’une source demeurée inconnue.  Les compositions teintées d’éclectisme mélangent des techniques de composition et des tournures de style italiennes, allemandes, françaises et néerlandaises.
Le compositeur atteint les plus hauts sommets dans les morceaux fugués bien construits, dans les passages expressivement déclamatoires et dans l'élaboration des parties instrumentales, alors que les passages en solo semblent souvent moins inspirés.

### 1678:De Triomfeerende Min,zangspel
Composée après le traité de Nimègue sur un livret en néerlandais de Dirck Buysero et publiée en 1680, cette pièce, une sorte de singspiel sur un thème pastoral, fut considérée comme le « premier opéra néerlandais », bien qu'avec des textes parlés, elle se rapproche plus du drame lyrique ou de la comédie musicale moderne.  La pièce commence par une dispute entre Cupidon et Mars : le petit dieu de l’amour veut que le dieu belliqueux arrête la guerre.  Mais Vénus, déesse de l'amour, intervient et les dieux concluent la paix, qu’ils rendent aussi à la terre, après quoi déferlent de beaux chants entonnés par les dieux, par les bergers et les bergères, et par les paysans et les paysannes.
De cet opéra, le style se rapproche le plus de celui des « zangspelen » d’une époque antérieure : des expressions populaires, presque aucun récitatif et une harmonisation simple et claire des chœurs.  Hacquart n’ayant composé que les parties vocales avec basse continue, il incombait aux musiciens d’orchestre de réaliser l’instrumentation ainsi que l’ouverture et les intermèdes, tout en faisant appel à leur goût et à leur talent.

### 1686:Harmonia parnassia, sonates
Ces dix sonates pour 3 à 6 instruments à cordes et basse continue, publiées à Utrecht chez Arnold van Eynden, Hacquart les dédia à l'un de ses élèves, Willem Hoogendorp, le futur bourgmestre de Rotterdam.
L'ordre formel des sonates a tre et a quattro (à trois et à quatre parties) est en ligne avec l'école de Bologne.  Les caractéristiques stylistiques des sonata da chiesa et des sonata da camera sont fusionnées en une nouvelle entité.  Non seulement, Hacquart introduisit des formes de danse - sans qu’il leur ait attribué ce nom - dans chaque sonate, mais aussi de véritables morceaux de la suite sous forme d’arias et, dans la septième sonate, d’une sarabande et d’une gigue ; ce fut un procédé assez exceptionnel en 1686.  Une musique essentiellement aristocratique emprunte des éléments folkloriques, non pas en citant superficiellement des phrases musicales de chansons populaires, mais en imprégnant le langage musical de façon très profonde de ces éléments, résultant en une mélodique en avance sur son temps.
Le traitement égal de toutes les voix, y compris de celle de la basse de viole, et la prédilection pour la composition polyphonique, rappellent et ravivent une vieille tradition, remontant à l’époque où l’école franco-flamande atteignit son apogée, mais peut-être aussi à des influences anglo-saxonnes.
Des canzones de ces sonates, certaines portent déjà les germes de la sonate bithèmatique, pointant dans la direction du quatuor à cordes classique.

### 1686:Chelys, suites pour viole de gambe
Hacquart dédia ses douze suites à deux de ses élèves, les avocats Pittenius et Kuysten.
À la différence de ses contemporains néerlandais, qui préféraient une succession de danses plutôt légères, Hacquart appliqua la mise en musique classique à la française avec quatre mouvements de danses standardisés, précédés de préludes libres ou de fantaisies.  Des sarabandes, les reprises ornées rappellent la manière des compositeurs français de musique pour clavier, mais leurs « agréments » si caractéristiques manquent.  À l’art de l’ornementation des compositeurs français, Hacquart préféra celui des diminutions très élaborées des musiciens néerlandais et anglais.  Ce recueil, dont la bibliothèque de la cathédrale de Durham possède le seul exemplaire connu, est une synthèse représentative des diverses tendances dans la composition pour viole de gambe dans la seconde moitié du XVIIe siècle.

## Ressources